# 阿匹庫火山口

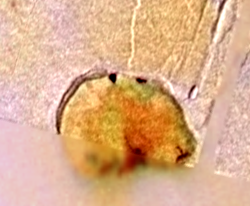
伽利略號於1999年10月飛掠阿匹庫（Ah Peku）火山口上方时所拍攝的照片。

Ah Peku（中文譯名：阿匹庫）。阿匹庫火山口是木星的衛星木衛一（埃歐）表面一座火山口或边缘呈扇贝状的不规则火山坑，其坐标为10°18′N 107°00′W / 10.3°N 107°W，直徑84公里，2006年國際天文聯合會以瑪雅神話的雷神—阿匹庫（Ah Peku）命名了该火山口。
阿匹庫火山口位于摩南山南端、摩南火山口的北面，往西北可看到喷发中心阿米拉尼火山 、茂伊火山以及茂伊火山口，而它的东北方则坐落了吉尔巴什火山口。阿匹庫火山口最早是由伽利略號所发現，并被認定為是一個活躍的熱點。